# Audi A3
L'Audi A3 è un'autovettura di segmento C prodotta dalla casa automobilistica tedesca Audi dal 1996: la prima generazione (8L) è stata prodotta dal 1996 al 2003, la seconda (8P/8PA) dal 2003 al 2013, la terza (8V) dal 2012 al 2019 e la quarta (8Y) a partire dal 2020.

## Presentazione
L'Audi A3 è stata in assoluto la prima Audi di segmento C della storia, se si esclude la sfortunata esperienza della casa di Ingolstadt con la Audi Typ P del 1931, una vettura equipaggiata con un motore da 1,1 litri di derivazione Peugeot e che quindi annoverava il modello fra le vetture di fascia medio-bassa. La A3 fu invece un progetto nato e sviluppato interamente in casa Volkswagen, sfruttando inizialmente il pianale della futura Golf IV e successivamente i pianali successivi che via si sarebbero avvicendati come basi meccaniche per le future segmento C del gruppo VAG. Lo stesso pianale venne poi utilizzato anche per le varie SEAT León e Škoda Octavia.

## Prima generazione (8L; 1996-2003)

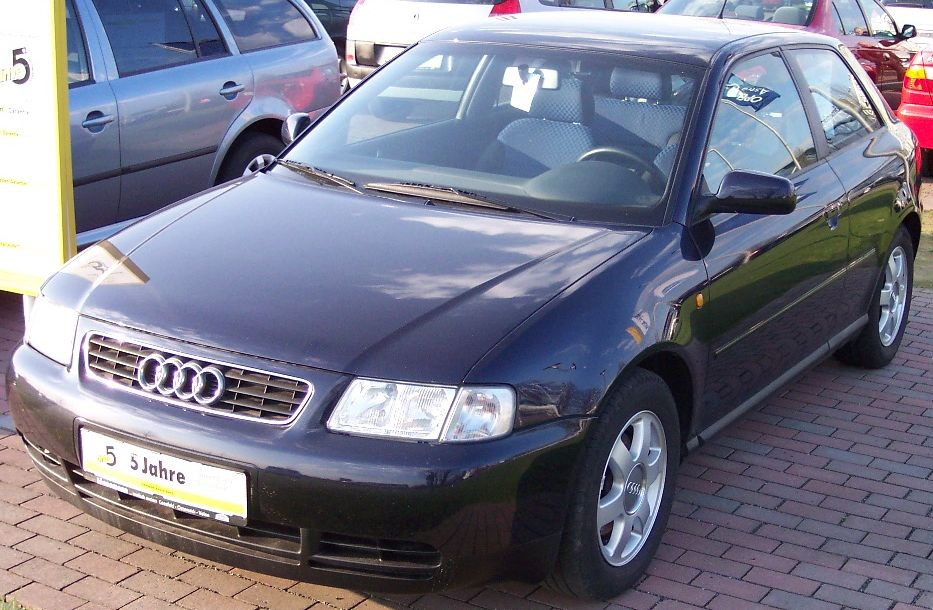
A3 prima serie

L'idea di un'Audi compatta costruita su base Volkswagen Golf IV nacque già ad inizio anni novanta ma vide ufficialmente la luce nel 1996 con la presentazione della Audi A3.
Essa utilizzava già il pianale e la base meccanica della Golf serie IV, che sarebbe stata messa sul mercato un anno dopo. Inizialmente la carrozzeria era disponibile solo in versione 2 volumi/3 porte, ma la versione 5 porte sarà commercializzata dal 1999.
La gamma di motorizzazioni era composta dal già noto propulsore a benzina 4 cilindri di cilindrata pari a 1600 cm³, erogante 101 CV e dal nuovo 4 cilindri a 20 valvole da 1800 cm³ erogante 125 CV (disponibile in versione con turbocompressore erogante 150 o 180 CV); mentre due erano i motori diesel, entrambi di cilindrata pari a 1900 cm³ con tecnologia TDI (turbodiesel iniezione diretta), per potenze di 90 o 110 CV. Le due unità diesel erano già montate su alcuni modelli Volkswagen e sulla berlina Audi A4.

### Restyling 2001

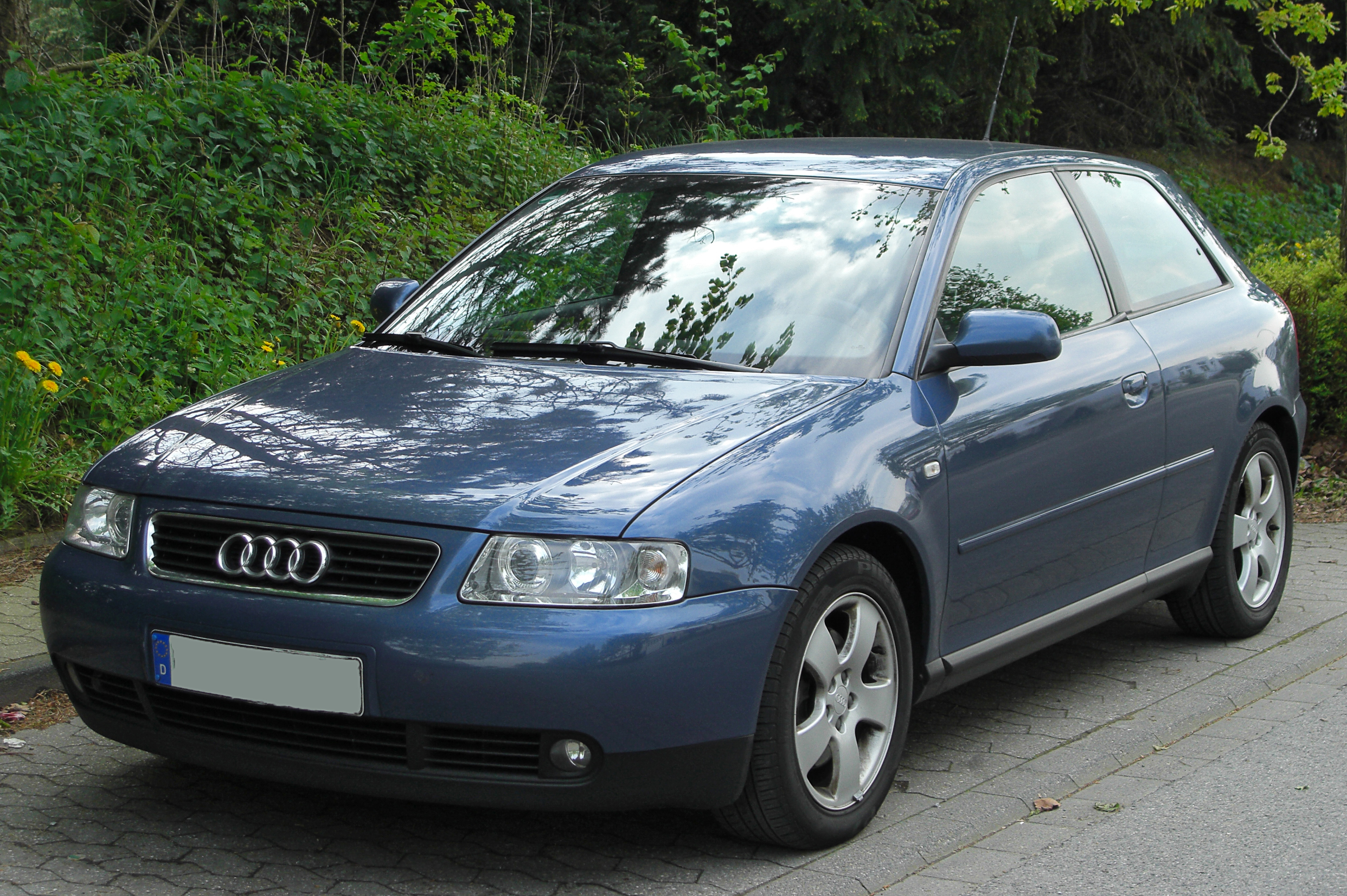
Il frontale di una A3 post-facelift

Nel 2001 il restyling, effettuato nella fanaleria (i proiettori diventano polielissoidali e non integrano più i fendinebbia, spostati nel paraurti anteriore), in alcuni altri particolari estetici (cerchi, specchietti) e negli interni. Inoltre venne introdotto in listino il nuovo motore TDI da 130 CV che presto troverà spazio anche in altre vetture del marchio Volkswagen.
Sotto il punto di vista della sicurezza automobilistica la A3 è stata sottoposta al crash test dell'Euro NCAP nel 1998 totalizzando il punteggio di 4 stelle.
La vettura riscosse un buon successo, pur essendo proposta a prezzi più alti rispetto alla Golf, questa scelta commerciale fu azzeccata e si riuscì a collocare la vettura in una nuova fascia di mercato, diventando la capostipite del cosiddetto segmento delle compatte premium, poiché fra le dirette potenziali rivali, la Mercedes-Benz era assente da quel segmento e lo sarebbe stata fino al 2012, mentre BMW tentava di presidiare tale segmento con la Serie 3 Compact, praticamente una Serie 3 E36 a coda corta.

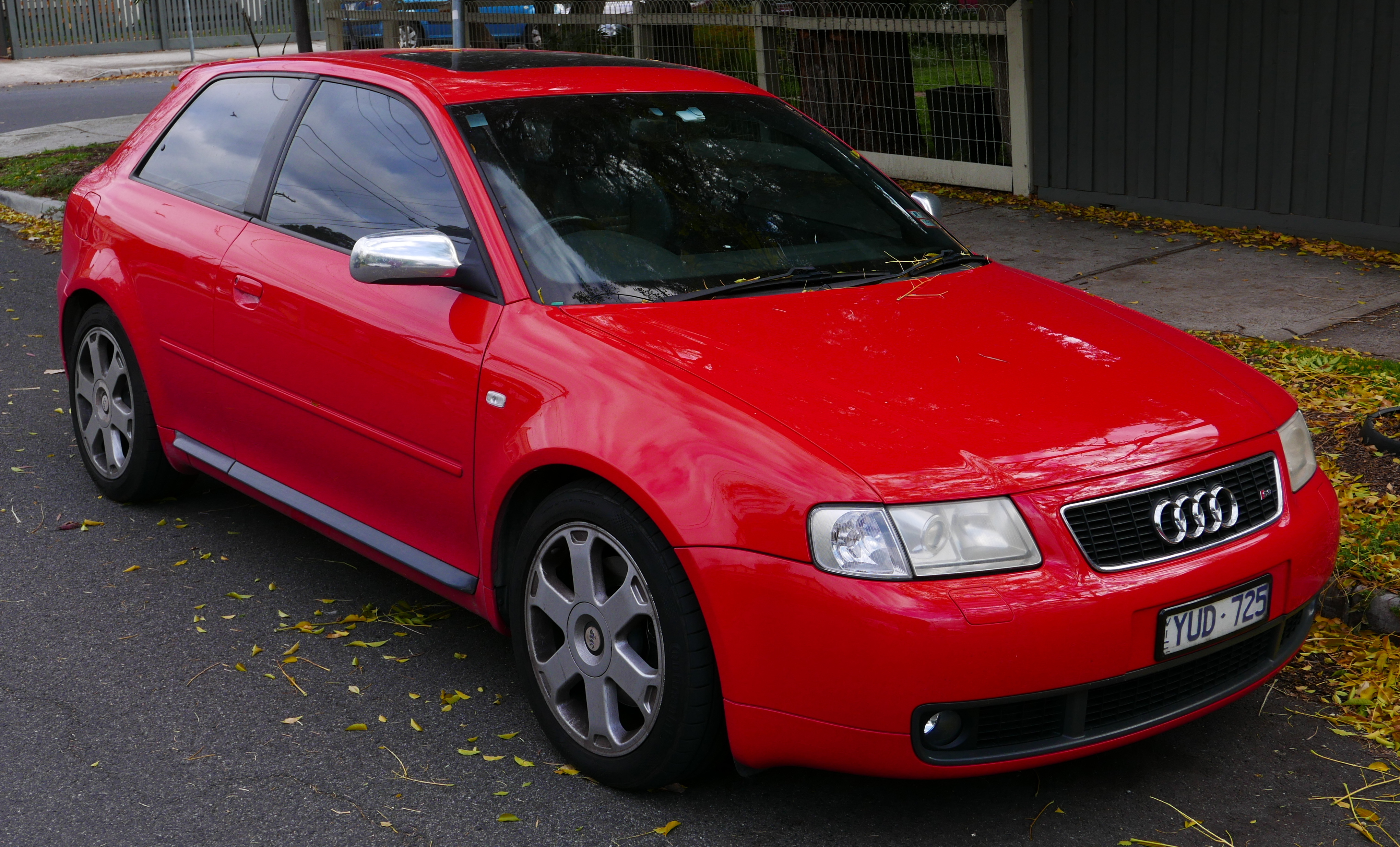
Audi S3 del 2000

Sul medesimo pianale della A3, fu prodotta la versione del reparto corse "S" della casa di Ingolstadt, la S3, in motorizzazione 1.8 turbo, con trazione a quattro ruote motrici. Della S3 8L vennero prodotte nel tempo due versioni, pre-restyling e post-restyling, e due potenze, 210 e 225 CV. Le differenze furono più importanti tra la versione pre-restyling e post-restyling.
Il propulsore presentava alcune importanti modifiche rispetto alla versione da 150 CV: turbina (la S3 montava una KKK 04); impianto di scarico; iniettori e, differenza fondamentale, il circuito intercooler. La S3 montava, infatti, due intercooler laterali al posto dell'intercooler singolo della 180 CV. Rivisto e modificato anche l'assetto. Quanto alla trazione, sulla S3 era di serie la trazione quattro Haldex, con frizione elettroidraulica gestita dalla centralina Haldex posta a monte del differenziale posteriore.
Nel 2003 lascia il posto alla 8P/8PA.

## Seconda generazione (8P/8PA; 2003-2013)

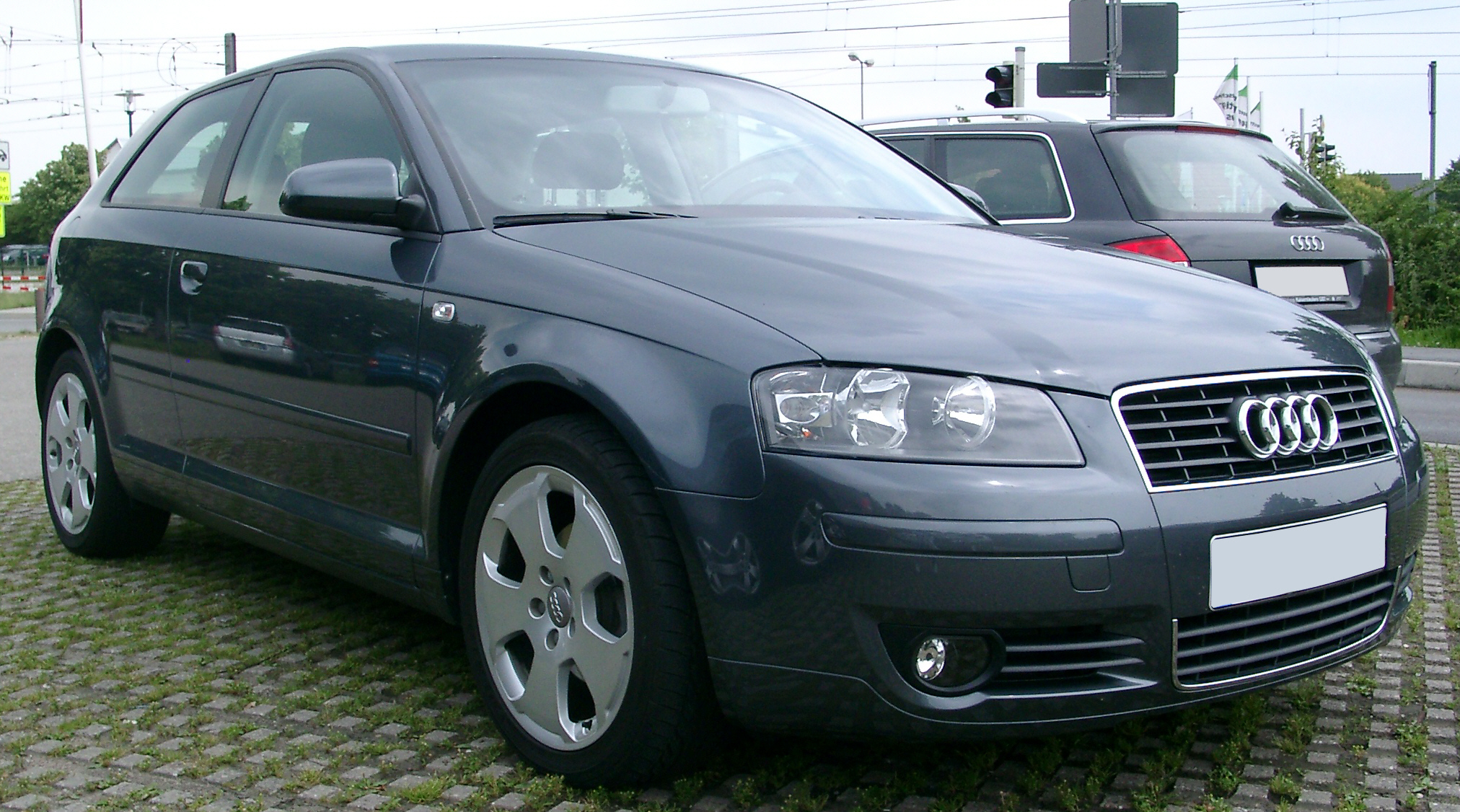
A3 seconda serie

La seconda serie della A3 fu presentata dalla casa tedesca all'inizio del 2003 e commercializzata a partire da maggio dello stesso anno. Nella vettura esordì il nuovo pianale Volkswagen PQ35 (previsto per essere utilizzato anche sulle VW Golf V, SEAT León e Škoda Octavia degli anni seguenti), dalle sospensioni posteriori (ora multi-link in luogo del più tradizionale ponte interconnesso) e da una rivista gamma di motori (tra gli altri, da notare il debutto del propulsore diesel a 4 cilindri di 1968 cm³, con tecnologia TDI a 16 valvole, erogante 140 CV e 320 Nm di coppia motrice massima, omologato Euro 4), per finire con carrozzeria ed interni totalmente ridisegnati.
Sottoposta nuovamente al test dell'Euro NCAP, la seconda versione dell'A3, pur mostrando dei miglioramenti, ha nuovamente totalizzato il punteggio di 4 stelle.
Verso la fine del 2004 alla classica versione 3 porte viene affiancata anche la versione station wagon/hatchback a 5 porte, chiamata Sportback con un leggero aumento della lunghezza della vettura, piccole modifiche di carattere tecnico ed estetico, di cui la più rilevante, l'introduzione della nuova calandra single frame comune a tutte le nuove produzioni Audi.
Nel 2006 è stata presentata la versione sportiva, solo a 5 porte, dotata di un motore 2.0 TFSI erogante 265 CV. Nel dicembre 2007 è stata presentata al Motor Show di Bologna la versione cabriolet, che riprende i gruppi ottici posteriori della A5. Infatti è iniziata la sua apparizione nelle concessionarie nel maggio 2008.

### Restyling 2008

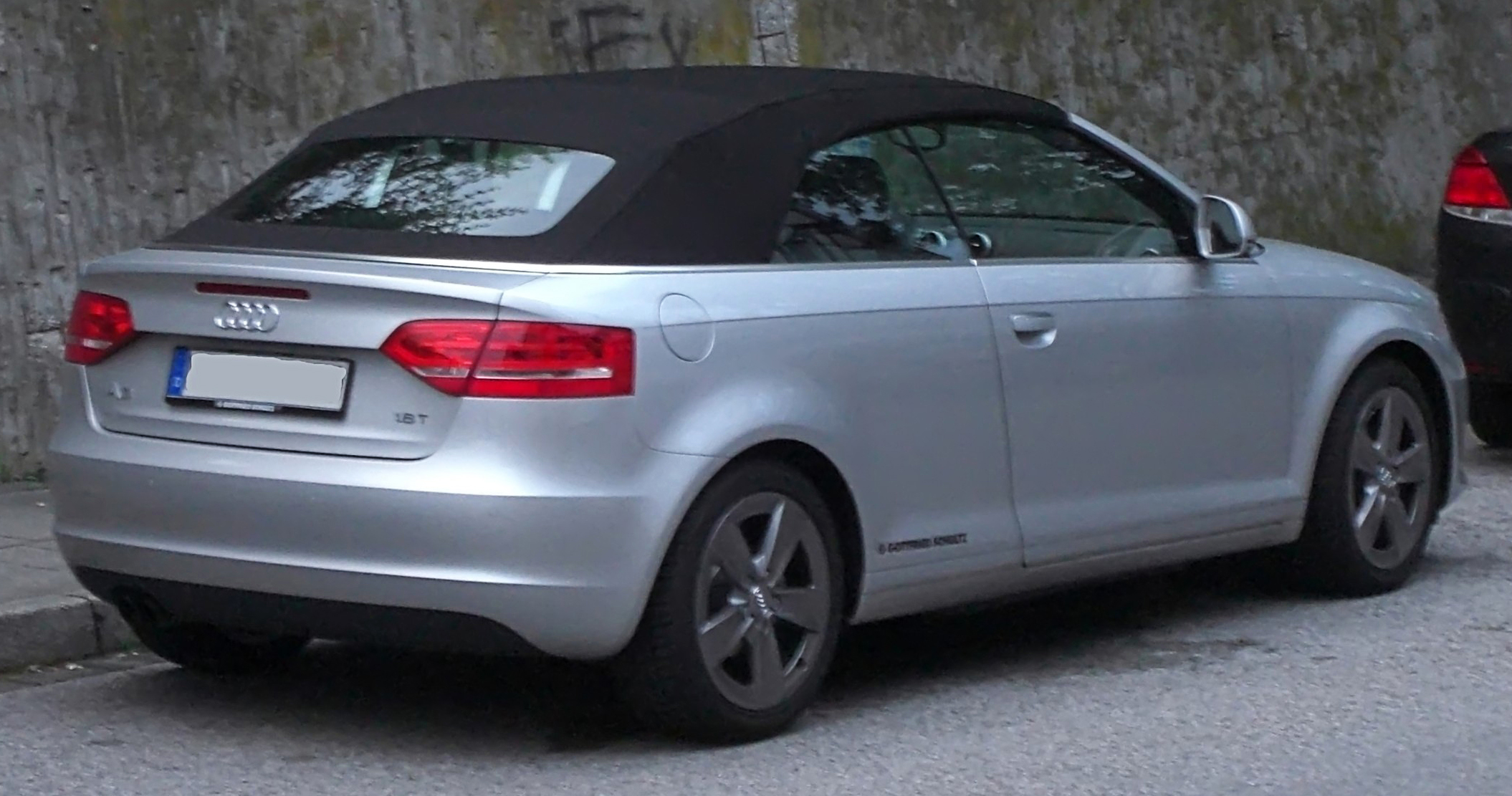
La coda di una A3 cabriolet restyling 2008

Nel 2008 è stato presentato il restyling della seconda serie con modifiche ai fari anteriori, in cui sono stati ripresi i gruppi ottici della cabrio, e ai fari posteriori. Inoltre la S3 è diventata disponibile anche in versione Sportback.
Nello stesso anno è stata presentata la versione TDI Clubsport Quattro presso il Wörthersee Tour austriaco. La vettura, costruita in un solo esemplare, è dotata di un propulsore TDI che sviluppa 224 CV di potenza e una coppia di 450 Nm. Esso viene gestito da un cambio manuale a sei marce. L'accelerazione da 0 a 100 km/h avviene in 6,6 secondi, con una velocità massima di 240 km/h. L'aerodinamicità della vettura è stata migliorata con l'inserimento di nuovi elementi aerodinamici derivati dalle vetture da competizione mentre i sedili di serie sono stati sostituiti con modelli da corsa. I cerchioni sono da 20". Gli ammortizzatori sfruttano per migliorare la manovrabilità il sistema AMR (Audi Magnetic Ride).
I motori hanno tutti 4 cilindri in linea tranne il 3.2 che ne ha 6 a V. Può essere sia a trazione anteriore che integrale (quattro), con cambi manuali a 5 o 6 marce, sequenziale a 6 marce (S tronic) o automatico; la Sportback ha anche un sequenziale a 7 marce. Si presenta negli allestimenti Attraction, Ambiente e Ambition. Gli accessori di serie sono: ABS, airbag (guida, laterali, passeggero, testa), appoggiatesta posteriori, chiusura centralizzata, controllo elettronico trazione, immobilizzatore, indicatore temperatura esterna, pretensionatore cinture, retrovisori elettrici termici e ripiegabili elettronicamente, sedile guida regolabile in altezza, sedile posteriore sdoppiabile, servosterzo, trasponder, vetri elettrici anteriori, volante regolabile, antifurto (S3), autoradio, cambio automatico (2,0 16V TFSI S tronic, 2.0 16V TFSI quattro S tronic, 3.2), cerchi in lega, climatizzatore, controllo elettronico stabilità, fari allo xeno (3.2, S3), fendinebbia (Ambition, S3), filtro antiparticolato (motori con FAP), interni di materiale pregiato (3.2, S3). A pagamento si può avere: l'antifurto, i fari allo xeno, i fendinebbia, gli interni di materiale pregiato, il navigatore satellitare, i sensori di parcheggio posteriori, il tetto apribile e la vernice metallizzata. Per quanto riguarda gli accessori, sono gli stessi sulla Sportback tranne che per il fatto che non è disponibile il tetto apribile. La versione Cabrio ha un bagagliaio di 260 dm3 e un serbatoio da 55 litri. Per quanto riguarda i suoi accessori, sia di serie che a pagamento, si deve fare un discorso analogo a quello fatto per la Sportback.

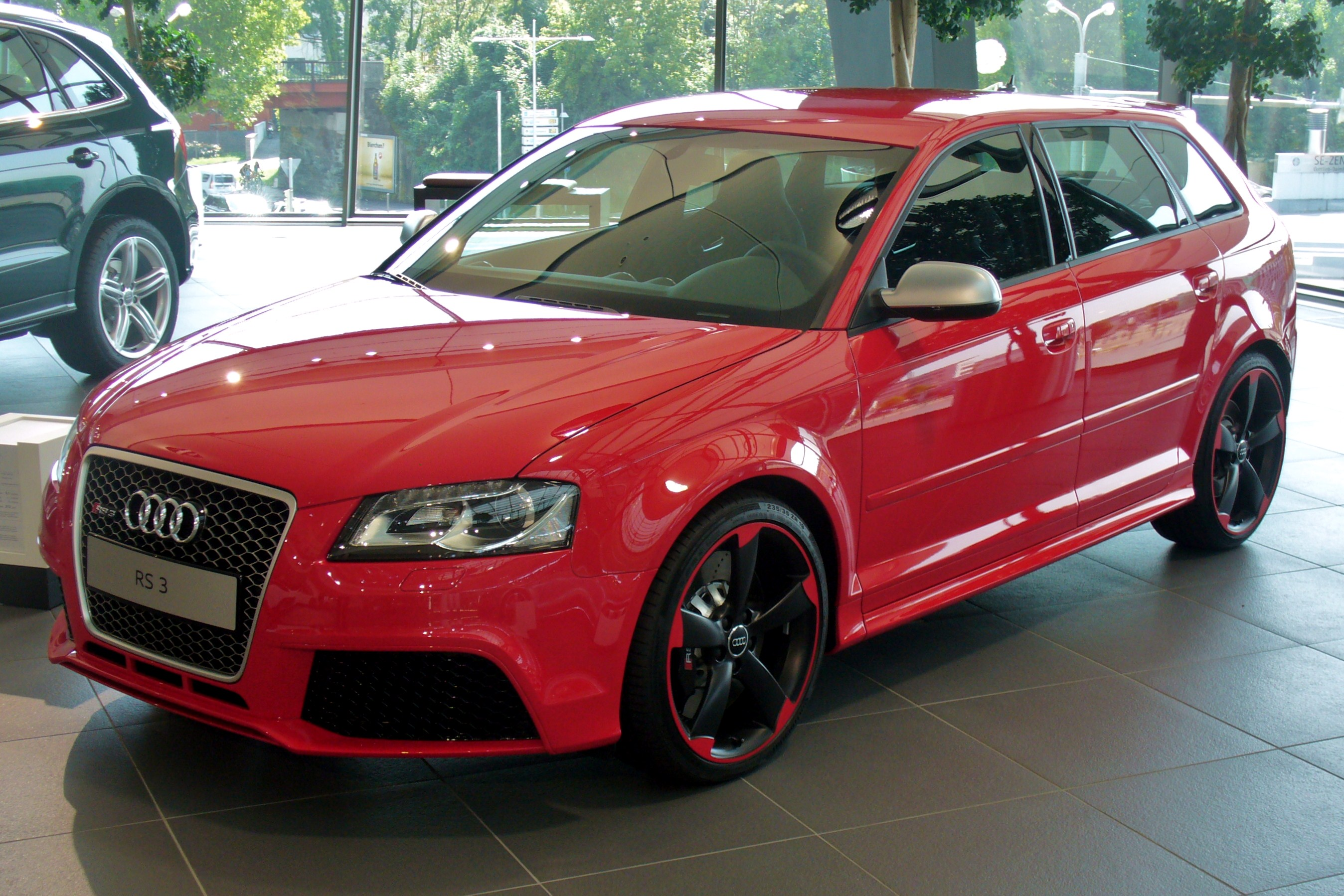
Audi RS3 Sportback

Nel novembre 2010 viene presentata la versione più sportiva: la RS3 Sportback spinta dal 2.5 litri turbo che equipaggia anche la TT RS. Tale propulsore eroga 340 CV di potenza e 450 N m di coppia ed è abbinato alla trazione Quattro con giunto Haldex, cambio a 7 Marce Borg V-Wagner T denominato S-Tronic; il peso dichiarato è di 1575 kg.
Nel 2012 inizia la cancellazione della A3 8P/8PA dai listini Audi.
A metà dello stesso anno esce di produzione la 3 porte, sostituita dalla nuova generazione, ma la 5 porte, la S3, la RS3 e la Cabrio rimangono in listino con una gamma ridotta.
A fine 2012 sparisce la S3, sostituita dalla medesima versione basata sulla 8V. Verso la primavera 2013 spariscono le Sportback e le RS3, lasciando così la gamma con la sola Cabrio. Nel dicembre 2013, nei listini compare la nuova A3 Cabrio 8V al posto della A3 Cabrio 8P/PA, ponendo definitivamente fine alla seconda serie dell'A3.

## Terza generazione (8V; 2013-2019)

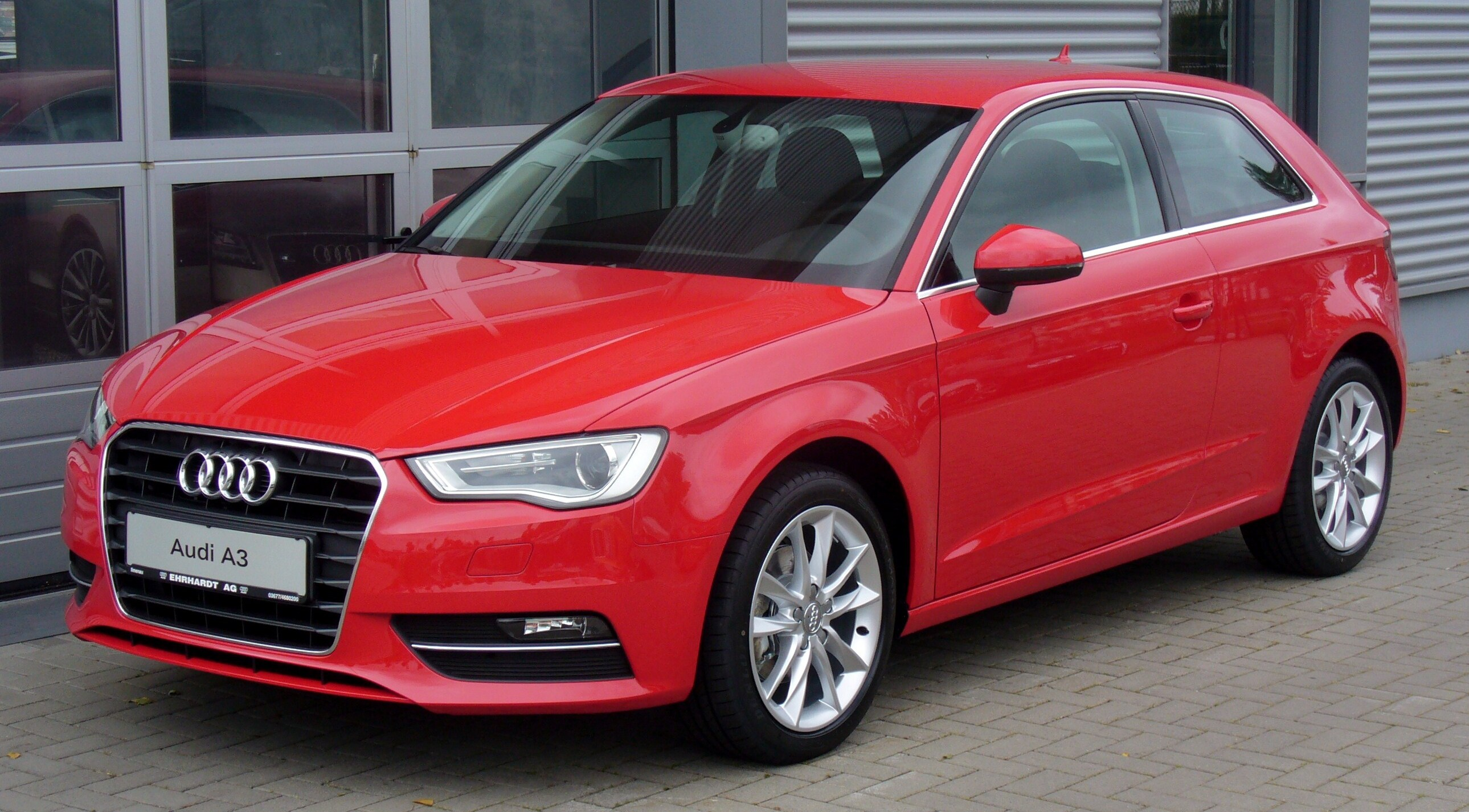
A3 terza serie

La terza serie ha debuttato al Salone dell'automobile di Ginevra nel 2012 per essere disponibile in vendita pochi mesi dopo.
Rispetto al modello precedente, le dimensioni sono leggermente maggiori, tuttavia, il peso è stato ridotto dai 40 kg fino agli 80 kg rispetto alla vecchia serie.
Tutti i motori della A3 sono dotati di turbocompressore. La Audi A3 è la prima vettura del Gruppo Volkswagen basata sulla nuova piattaforma MQB. Questo base è stata sviluppata per essere utilizzata per tutti i veicoli del Gruppo con il motore anteriore trasversale, a parte la categoria delle utilitarie. Le sospensioni anteriori sono di tipo MacPherson mentre al posteriore utilizza sospensioni del tipo multi link.

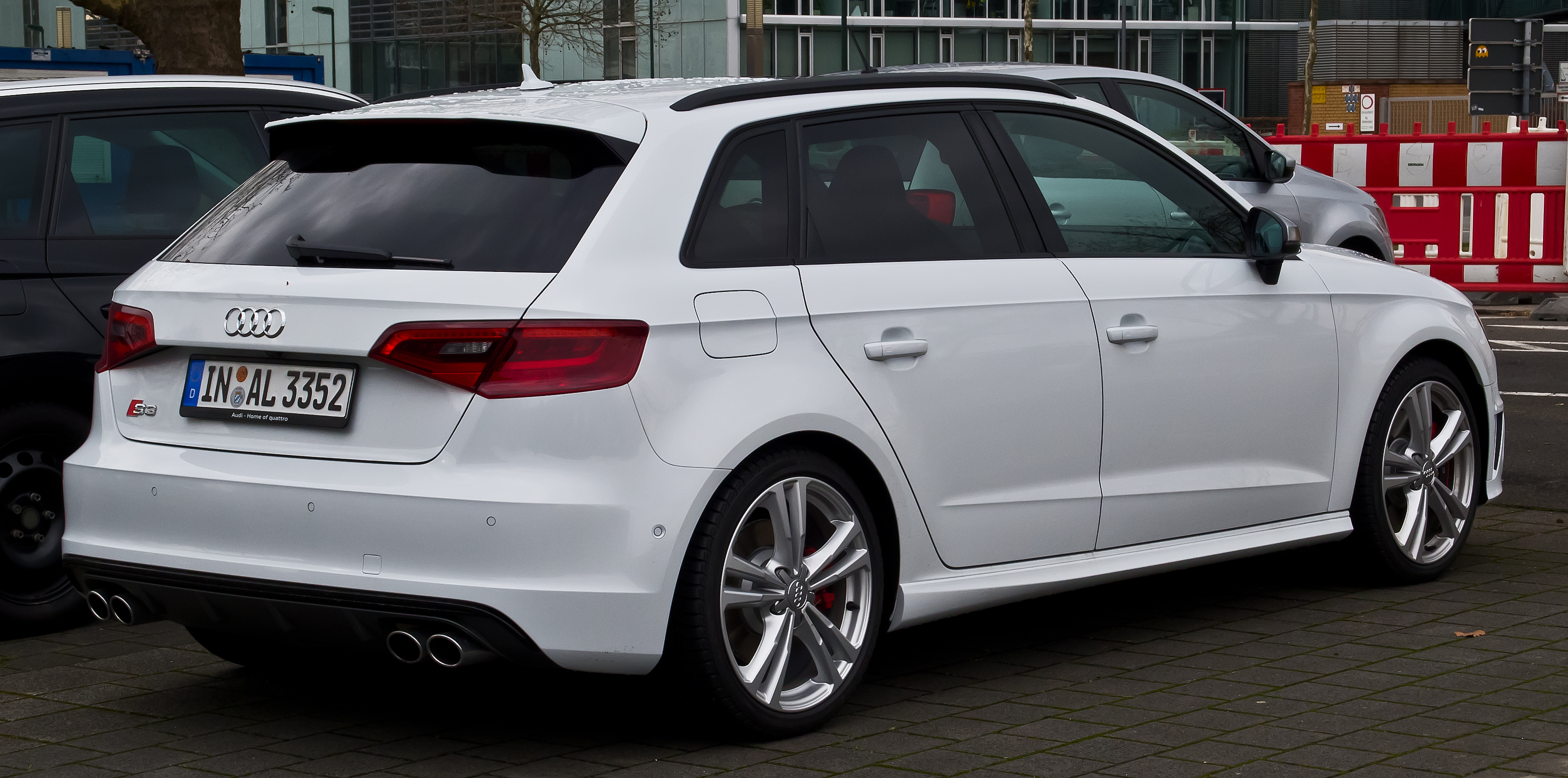
Posteriore di una Audi S3 Sportback

La terza generazione è disponibile come berlina a tre porte e come cinque porte denominata Sportback. Nel 2013, oltre alla versione cabriolet, è disponibile anche una configurazione berlina a 3 volumi a 4 porte chiamata Sedan; è la prima volta in assoluto che la A3 viene presentata in questa configurazione.
Come per gli altri modelli, la casa tedesca ha deciso la realizzazione di una versione ibrida chiamata e-tron della l'A3. L'impianto propulsivo era composto da un propulsore 1.4 TFSI abbinato ad un motore elettrico, la cui potenza combinata era di 204 CV con coppia di 350 Nm, il che garantiva un'accelerazione da 0 a 100 km/h in 7,6 secondi, con velocità massima di 222 km/h. Il motore a combustione interna aveva un consumo di 1,5 litri di carburante per 100 km, mentre quello elettrico aveva un'autonomia di 50 km. Il cambio che gestisce entrambi i motori è un S tronic a sei rapporti. Esiste anche una versione a metano chiamata g-tron che usa il 1.4 turbo che eroga 110 cavalli. Oltre a questa versione, vennero lanciate le sportive S3 ed RS3, rispettivamente con motori di 310 e 367 CV, quest'ultima passata in seguito a 400 CV.

### Restyling 2016

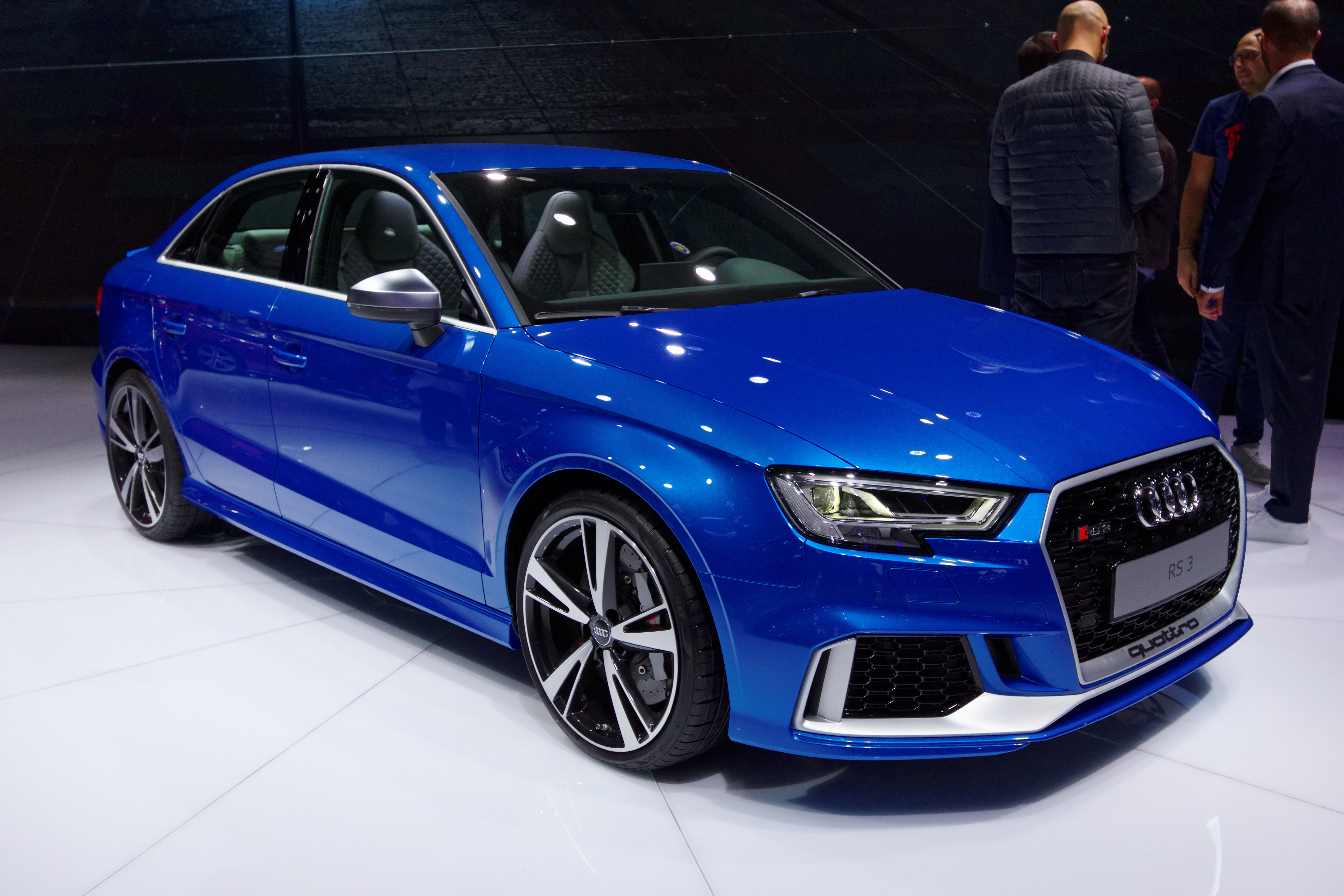
Audi RS 3 Sedan restyling 2016

Nell'aprile 2016 Audi ha annunciato un restyling dei modelli della gamma A3. Oltre a lievi modifiche, nuove linee esterne per i paraurti e ai cambiamenti dei gruppi ottici per le luci anteriori e posteriori che ora sono simili alla Audi A4 B9 con una linea più squadrata dal profilo a "z", sono disponibili altri sistemi di assistenza alla guida e un nuovo cruscotto completamente digitale simile alle più recenti Audi. I fari alogeni non sono più disponibili e i fari allo xeno sono inclusi come equipaggiamento standard; sono disponibili inoltre dei nuovi fari LED Matrix. Inoltre, Audi ha annunciato motori aggiornati e un nuovo motore per la prima volta a 3 cilindri 1.0 TFSI da 115 CV di potenza e 200 Nm di coppia.

## Quarta generazione (8Y; 2020-)

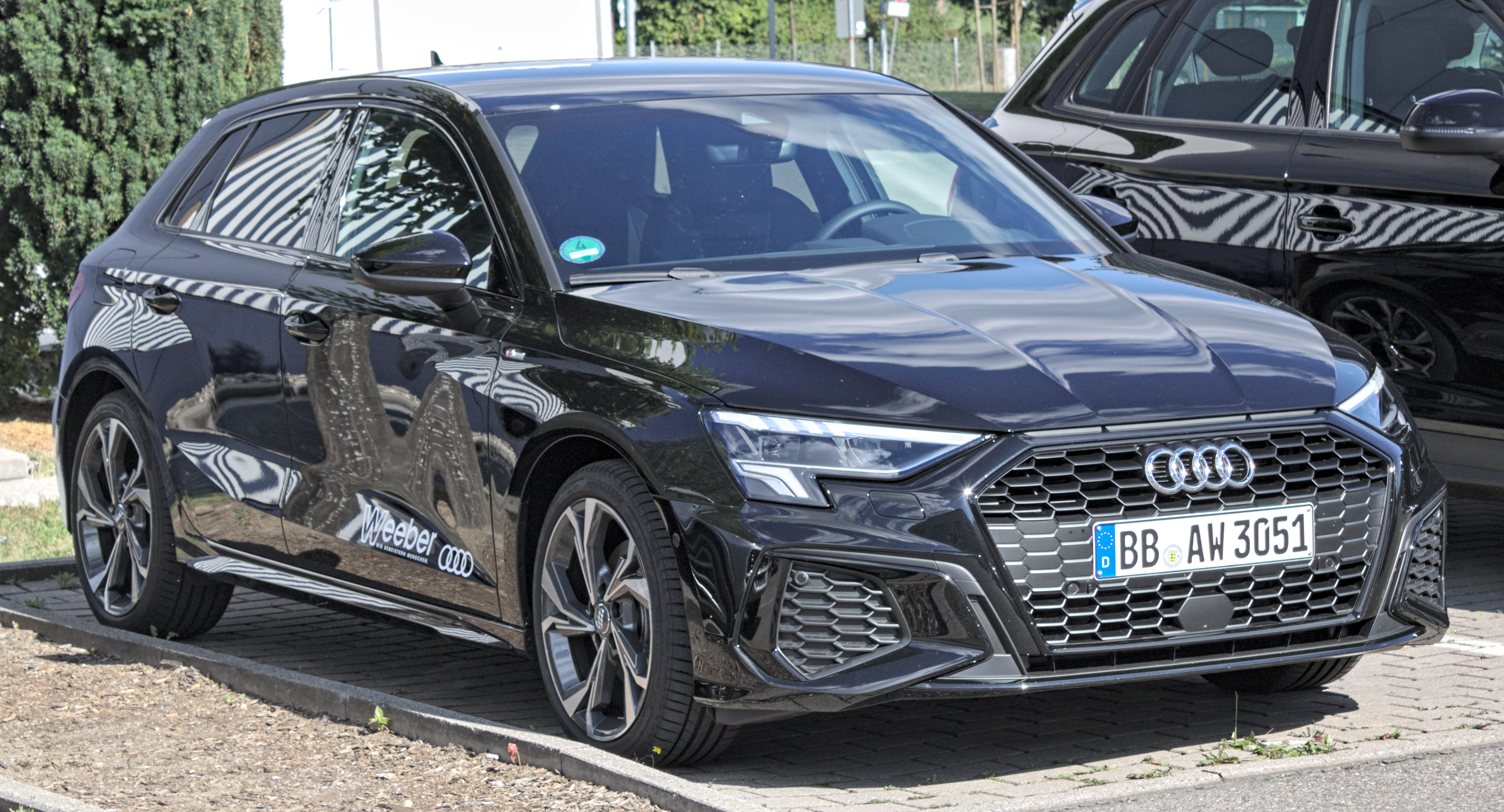
A3 quarta serie

La quarta generazione dell'Audi A3 è stata presentata online nell'aprile del 2020.
Il nuovo stile interno ed esterno è fortemente ispirato alla Lamborghini, con dotazione di fari anteriori e fanali posteriori a LED, con l'opzione dei fari a LED Matrix e Laser. Condivide la piattaforma MQB evo con altri modelli Audi, e con la Volkswagen Golf VIII, la SEAT Leon Mk4 e la Škoda Octavia Mk4.
È 3 centimetri più lunga e più larga rispetto al modello precedente, mantenendo invariata la lunghezza del passo, lo spazio di carico del bagagliaio è di 380 litri con i sedili alzati e di 1200 litri con i sedili abbassati. Ha un coefficiente di resistenza aerodinamica di 0,28, ed è alimentata da un motore a benzina turbo da 1,5 litri con 150 CV, un 3 cilindri da 1,0 litri con 110 CV, un TDI da 2,0 litri con 116 CV o 150 CV, o la S3 con un 4 cilindri da 2,0 litri con 310 CV.
Sono disponibili cambio manuale a sei marce, e automatico S-Tronic a doppia frizione a sette marce o un cambio elettrico sui modelli ibridi. Sulla motorizzazione 40 TDI quattro 200 CV, la trazione integrale con frizione elettroidraulica a lamelle è gestita da un software dedicato mentre la gestione elettronica della ripartizione della coppia tra gli assali è integrata nel controllo della dinamica di marcia Audi drive select. Il sistema rileva il comportamento dell'auto e lo stile di guida, adeguando in tempo reale la distribuzione della spinta tra avantreno e retrotreno.
Come per le nuove vetture di casa Audi anche la A3 viene dotata del nuovo sistema di infotainment MMI, con un quadro strumenti digitale da 10,25 o 12,3 pollici e uno schermo secondario da 10,1 pollici.
La nuova A3 Sedan è stata svelata il 21 aprile 2020, con la fascia anteriore simile a quella della A3 Sportback. Rispetto alla precedente, la nuova A3 Sedan è più lunga di 4 cm (4,50 metri), più larga di 2 cm (1,82 metri) e più alta di 1 cm (1,43 metri), l'interasse rimane invariato.

## Le Audi all'estero
Dal 1999 al 2006 la brasiliana Audi Senna ha messo in vendita sul mercato interno la A3 prima serie, proseguendone la produzione anche dopo il ritiro della stessa dal mercato europeo avvenuta nel 2003.